# Wielki Kaliber
Der Wielki Kaliber (polnisch: Nagroda Wielkiego Kalibru) ist die höchste polnische Auszeichnung für Kriminalliteratur. Der Literaturpreis wird von dem polnischen Buchinstitut Instytut Książki und dem Verein der Krimi- und Thrillerfreunde Stowarzyszenie Miłośników Kryminału i Sensacji „Trup w szafie” seit 2004 vergeben. Die Gründungsmitglieder waren  Marcin Baran, Witold Bereś, Piotr Bratkowski, Artur Górski, Ireneusz Grin und Marcin Świetlicki. Der Preis wird in vier Kategorien verliehen.

## Wielki-Kaliber-Hauptauszeichnung
- 2004 – Marek Krajewski, Koniec świata w Breslau
- 2005 – Paweł Jaszczuk, Foresta Umbra
- 2006 – Marek Harny, Pismak
- 2007 – Marcin Świetlicki, Dwanaście
- 2008 – Zygmunt Miłoszewski, Uwikłanie
- 2009 – Mariusz Czubaj, 21:37
- 2010 – Joanna Jodełka, Polichromia
- 2011 – Gaja Grzegorzewska, Topielica
- 2012 – Zygmunt Miłoszewski, Ziarno prawdy
- 2013 – Marta Guzowska, Ofiara Polikseny
- 2014 – Marcin Wroński, Pogrom w przyszły wtorek
- 2015 – Wojciech Chmielarz, Przejęcie
- 2016 – Jakub Szamałek, Czytanie z kości
- 2017 – Mariusz Czubaj, R.I.P.
- 2018 – Ryszard Ćwirlej, Tylko umarli wiedzą
- 2019 – Robert Małecki, Skaza
- 2020 – Jędrzej Pasierski, Roztopy

## Wielki-Kaliber-Ehrenauszeichnung
- 2005 – Aleksandra Marinina und Boris Akunin
- 2006 – Joanna Chmielewska und Jeffery Deaver
- 2007 – Marek Krajewski und Leonid Józefowicz
- 2008 – Tatiana Polakowa
- 2010 – Jo Nesbø
- 2011 – Maj Sjöwall
- 2012 – Anne Holt und Kathy Reichs
- 2013 – Walter Mosley
- 2014 – Henning Mankell
- 2015 – Håkan Nesser
- 2016 – Tess Gerritsen, Pierre Lemaitre und Peter Robinson
- 2018 – Arnaldur Indriðason
- 2019 – Bernard Minier
- 2020 – Zygmunt Miłoszewski

## Wielki-Kaliber-Publikumspreis seit 2012
- 2012 – Jakub Szamałek, Kiedy Atena odwraca wzrok.
- 2013 – Marcin Wroński, Skrzydlata trumna
- 2014 – Marcin Wroński, Pogrom w przyszły wtorek
- 2015 – Katarzyna Bonda, Pochłaniacz
- 2016 – Remigiusz Mróz, Kasacja
- 2017 – Ryszard Ćwirlej, Śliski interes
- 2018 – Ryszard Ćwirlej, Tylko umarli wiedzą
- 2019 – Wojciech Chmielarz, Żmijowisko
- 2020 – Robert Małecki, Wada
- 2021 – Tomasz Duszyński, Glatz. Kraj Pana Boga
- 2022 – Joanna Opiat-Bojarska, Oni

## Janina-Paradowska-Auszeichnung seit 2016
- 2017 – Bartosz Szczygielski, Aorta
- 2018 – Anna Kańtoch, Wiara
- 2019 – Igor Brejdygant, Rysa
- 2020 – Ida Żmiejewska, Warszawianka